# Hand of God -神の手が触れた日-
『Hand of God -神の手が触れた日-』（原題・イタリア語: È stata la mano di Dio）は、パオロ・ソレンティーノ監督・脚本・製作による2021年のイタリアのドラマ映画である。出演はフィリッポ・スコッティ、トニ・セルヴィッロ、テレーザ・サポナンジェロ、マーロン・ジュベール、ルイーザ・ラニエリ、レナート・カルペンティエリ、マッシミリアーノ・ガッロ、ベッティ・ペドラッツィ、ビアージョ・マナ、チロ・カパーノらである。
第78回ヴェネツィア国際映画祭のコンペティション部門で上映され、審査員大賞とマルチェロ・マストロヤンニ賞（フィリッポ・スコッティ）を獲得した。2021年12月15日よりNetflixで配信予定である。第94回アカデミー賞国際長編映画賞にイタリア代表作として出品された。

## キャスト
- フィリッポ・スコッティ
- トニ・セルヴィッロ
- テレーザ・サポナンジェロ（英語版）
- ルイーザ・ラニエリ（英語版）
- レナート・カルペンティエリ（英語版）
- マッシミリアーノ・ガッロ（英語版）
- マーロン・ジュベール
- ベッティ・ペドラッツィ
- ビアージョ・マナ
- チロ・カパーノ
- エンツォ・デカロ
- ソフィア・ゲルシェヴィッチ
- リノ・ムゼッラ

## 製作
2020年7月、パオロ・ソレンティーノが脚本、監督、製作を務める映画がNetflixにより配給されることが発表された。2020年9月、トニ・セルヴィッロがキャストに加わり、同月にナポリで主要撮影が始まった。

## 論争
2020年7月、ディエゴ・マラドーナの弁護士は本作のタイトルがマラドーナの1986年FIFAワールドカップのイングランド戦でのゴールにちなんだものであり、またマラドーナの写真の使用は許可されていないとして法的措置を検討していると述べた。Netflix側はこの映画はスポーツ映画でもマラドーナについての映画でもなく、ソレンティーノの青春時代に触発された個人的な物語であると回答した。

## 公開
ワールド・プレミアは2021年9月2日に第78回ヴェネツィア国際映画祭で行われた。2021年12月15日にNetflixで配信開始予定である。日本では2021年11月1日に第34回東京国際映画祭で初上映され、また配信に先駆けて2021年12月3日に劇場で一般公開される。

## 評価
レビュー収集サイトのRotten Tomatoesでは152件の批評で支持率は83%、平均点は7.3/10となった。Metacriticでは9件の批評に基づいて加重平均値は76/100と示された。